# 握拳主廚
《握拳主廚》（又名《握拳廚師長》或《金炳萬的叢林法則之握拳廚師》）韓國SBS電視台的中秋特別綜藝節目，由金炳萬、陸重烷(玫瑰旅館)、Victoria（f(x)）、強仁（Super Junior）、Henry（Super Junior-M）等人共同主持，節目主要以金炳萬帶領成員到中國各個廚房學習料理秘方。